# Эргезен, Эртугрул
Эрту́грул Эргезе́н (тур. Ertuğrul Ergezen; род. 20 июля 1978 года, Пософ, Турция) — турецкий боксёр-любитель, бронзовый призёр чемпионата Европы (2004), член национальной сборной Турции на Олимпийских играх 2004 года.